# James Douglas, II conte di Douglas
James Douglas, II conte di Douglas (Scozia, 1358 circa – Northumberland, 5 agosto 1388), è stato un nobile scozzese.

## I primi anni
James Douglas nacque attorno al 1358 da William Douglas, I conte di Douglas e Margaret, Contessa di Mar (morta nel 1391).
Nel 1380 suo padre William gli passò le terre di Liddesdale, in seguito a questo James venne nominato cavaliere e fu a lungo conosciuto come Sir James Douglas di Liddesdale. Pochi anni prima suo padre era stato coinvolto in una disputa per la successione al trono con, l'allora pretendente al trono, Roberto II di Scozia, per suggellare la pace avvenuta fra loro due William e Roberto fecero sposare i loro figli. James prese quindi in moglie Isabella Bruce, portando i Douglas assai vicini al trono.

## La guerriglia con gli inglesi
Nel maggio del 1384 William morì lasciando i propri beni e titoli a James. In quello stesso periodo una delegazione arrivò dalla Francia per negoziare con gli alleati scozzesi una tregua con l'Inghilterra. Le trattative presero il via ad Edimburgo e mentre si negoziava, sempre dalla Francia, arrivò un manipolo di avventurieri il cui capo mandò a dire che si dava disponibile ad agire militarmente contro gli inglesi.
William e David Lindsay, I conte di Crawford (1360 circa-1407) aderirono alla loro proposta e, radunati i propri uomini, si diressero verso le proprietà di Enrico Percy, I conte di Northumberland (10 novembre 1341-20 febbraio 1408) e Thomas de Mowbray, I duca di Norfolk (22 marzo 1366-22 settembre 1399) razziandole.
Mentre tutto questo succedeva gli scozzesi giunsero alla conclusione di porre una tregua alle ostilità che sarebbe iniziata il 7 luglio e che sarebbe dovuta durare fino al maggio successivo.
Quando la tregua cessò di esistere James riprese le proprie rappresaglie contro gli inglesi, i francesi tornarono, stavolta capitanati da Jean de Vienne (1341-1396) che portò con sé cavalieri, armi e denaro. Quando gli scozzesi incontrarono l'esercito di Riccardo II d'Inghilterra James capì subito che la loro superiorità numerica li avrebbe schiacciati e accettò così di permettergli di avanzare verso Edimburgo, lungo la strada gli inglesi distrussero l'Abbazia di Melrose, l'Abbazia di Newbattle, l'Abbazia di Dryburgh, così come il villaggio di Haddington ed Edimburgo stessa.
Non appena fu possibile James rispose aspramente alle azioni degli inglesi mettendo a ferro e fuoco le città di Carlisle e Durham per mano del proprio esercito e dei francesi che mise sotto la guida di Archibald Douglas, III conte di Douglas. Tuttavia delle dispute sorsero fra i francesi e gli scozzesi e i primi tornarono presto in patria.
Il 1386 vide accapigliarsi il conte di Northumberland con John Neville, III barone Neville de Raby (1328-17 ottobre 1388) circa la sorveglianza delle Marche orientali. Roger de Clifford, V barone de Clifford (10 luglio 1333-13 luglio 1389), guardiano delle Marche occidentali, fu incaricato di rimettere ordine fra i due e approfittando dell'assenza di questi James, insieme a Roberto Stuart (1339-1420), irruppe con l'esercito nel Cumberland bruciando e razziando la città di Cockermouth.

## L'ultima battaglia
Nel 1388 Riccardo II d'Inghilterra era occupato a dirimere le controversie fra i propri baroni nel sud del paese e agli scozzesi parve il momento buono per vendicarsi dei saccheggi di tre anni prima.
I nobili scozzesi radunarono i propri uomini a Jedburgh nel mese di agosto, erano presenti i soldati di James, quelli di Roberto Stuart, di Archibald Douglas, di George I, Conte di March (1338-1420) e di John Dunbar, Conte di Moray (morto nel 1390). La scoperta di una spia inglese, mandata Northumberland che era al corrente dell'adunata e che stava progettando un contro attacco, spinse gli scozzesi a dividersi in due gruppi. Il grosso sarebbe andato con Stuart nel Cumberland, mentre un contingente più piccolo guidato da James si sarebbe diretto verso il Northumberland per saccheggiarlo.
James e i suoi uomini entrarono in Inghilterra da Redesdale, andarono verso sud, a Brancepeth seminando distruzione prima di girare verso nord per circondare il Castello di Newcastle. Il maniero era comandato da Henry Percy e da suo fratello Ralph Percy (morto nel 1464), il loro padre, il duca di Northumberland, era rimasto al Castello di Alnwick sperando di poter aggirare James nel momento in cui avesse deciso di tornare in Scozia.
Gli scozzesi non erano attrezzati per un assedio vero e proprio, si accamparono quindi nei dintorni e le settimane successive passarono in schermaglie fra i due schieramenti, che culminarono nella sfida a duello che James lanciò a Henry Percy. Lo scontro vide la vittoria di James che riuscì anche a privarlo dello stendardo. Il giorno dopo, agli inizi di agosto, gli scozzesi levarono le tende e si diressero vero Ponteland che saccheggiarono distruggendone anche il castello e poi si diressero a Otterburn a sole 30 miglia da Newcastle.
La sera del 5 gli scozzesi si accamparono in una radura, ma lì furono sorpresi dagli uomini di Percy, ne nacque una cruenta battaglia durante la quale James venne mortalmente ferito, tuttavia il caos impedì che la notizia riuscisse a essere data ai comandanti dell'esercito fino alla fine della battaglia. Lo scontro venne vinto dagli scozzesi che fecero diversi morti e feriti oltre che parecchi prigionieri e benché abbattuti dalla perdita del loro leader furono abbastanza galvanizzati da scacciare i rinforzi inglesi giunti il giorno seguente.
Il corpo di James venne ritrovato il 6 e rimandato in patria.

## L'erede mancante
James si sposò con Isabella, figlia di Roberto II di Scozia, ma dal matrimonio non nacquero eredi. Ebbe tre figli maschi, naturali, che però non poterono ereditare i titoli od i beni paterni in quanto illegittimi.
I suoi beni andarono ad Archibald Douglas, III conte di Douglas, cugino di suo padre.